# Adylbek Kasymaliev
Adylbek Aleshovich Kasymaliev (Distrito de Tyupsky, 1 de diciembre de 1960) es un político kirguiso que se ha desempeñado como Presidente del Gabinete de Ministros de Kirguistán desde 2024.
Anteriormente, se desempeñó como primer vicepresidente de Kirguistán desde el 20 de junio de 2022 hasta el 16 de diciembre de 2024. También se desempeñó como Ministro de Economía y Finanzas desde el 2 de mayo de 2015 hasta el 6 de diciembre de 2018.